# Telenassa douglasi
Telenassa douglasi är en fjärilsart som beskrevs av Felix Bryk 1952. Telenassa douglasi ingår i släktet Telenassa och familjen praktfjärilar. Inga underarter finns listade i Catalogue of Life.